# Општина Албешти (Јаломица)
Албешти (рум. Albeşti) општина је у Румунији у округу Јаломица.
Oпштина се налази на надморској висини од 61 m.